# Steve Mattin
Stephen James "Steve" Mattin,  född 29 oktober 1964 i Bedford, är en brittisk bildesigner.
Mattin studerade design vid Coventry University. Under sitt yrkesliv har han arbetat för bland andra Mercedes-Benz, Volvo och AvtoVAZ.